# アブームーサー (都市)
アブームーサー（ペルシア語: ابوموسي, Abū Mūsā）とは、イランのホルモズガーン州アブームーサー郡中央地区の都市で、地区と郡の中心都市に定められている。
2016年当時の人口は4,213人、857世帯。